# Metropolia Keewatin-Le Pas
Metropolia Keewatin-Le Pas – metropolia Kościoła rzymskokatolickiego w środkowej Kanadzie w prowincji Manitoba. Obejmuje metropolitalną archidiecezję Keewatin-Le Pas i jedną diecezję. Została ustanowiona 13 lipca 1967 roku.
W skład metropolii wchodzą:
- Archidiecezja Keewatin-Le Pas
- Diecezja Churchill-Zatoka Hudsona